# 大平镇
大平镇
大平镇，原为大平乡，是中华人民共和国四川省资阳市安岳县下辖的一个乡镇级行政单位。2019年12月，撤销大平乡和九龙乡，设立大平镇，以原大平乡和原九龙乡所属行政区域为大平镇的行政区域。

## 行政区划
大平乡下辖以下地区：
燃灯村、太平村、平角村、万庆村、水桥村、玉石村、水塘村、金庄村、平德村、太华村、赵坪村、平井村、红鹤村、斜石村、夹沙村和平房村。